# Gåsasjö (Gällinge socken, Halland, 637030-128566)
Gåsasjö är en sjö i Kungsbacka kommun i Halland och ingår i Viskan-Rolfsåns kustområde. Sjön är 7 meter djup, har en yta på 0,05 kvadratkilometer och är belägen 65 meter över havet.